# 즈가르타 종합운동장
즈가르타 종합운동장(아랍어: مجمع زغرتا الرياضي, 영어: Zgharta Sports Complex)은 레바논 즈가르타에 있는 다목적 경기장이다. 현재는 주로 살람 즈가르타 FC의 홈구장으로 사용된다.